# Bennett Bay (Scots Bay)
Bennett Bay (do 2 marca 1961 Woodworth Bay) – zatoka (ang. bay) zatoki Scots Bay w kanadyjskiej prowincji Nowa Szkocja, w hrabstwie Kings; nazwa Woodworth Bay urzędowo zatwierdzona 5 lipca 1951.